# Мильчик, Михаил Исаевич
Михаил Исаевич Мильчик (род. 4 июля 1934, Ленинград) — советский и российский искусствовед, член Союза архитекторов России (с 1984), член Советов по сохранению культурного наследия при правительстве Санкт-Петербурга и Министерстве культуры РФ, лауреат премии фонда имени академика Д. С. Лихачёва «За сохранение культурного наследия России» (2008). Сфера научных интересов — изображение архитектуры на древнерусских иконах, деревянная архитектура русского Севера, оборонное зодчество.

## Биография
Михаил Мильчик родился 4 июля 1934 года в Ленинграде, в семье историка и писателя, в прошлом — профессионального революционера Исая Исаевича Мильчика (1879, Астрахань—1938, Ленинград). В период Большого террора в СССР, 3 февраля 1938 года отец был арестован и расстрелян по приговору Выездной сессии Военной коллегии Верховного суда СССР в ночь на 21 сентября 1938, сразу после вынесения решения (в 1956 году реабилитирован). Мать — акушер-гинеколог (1896—?).
Ранней весной 1942 года был эвакуирован из блокадного Ленинграда в г. Тихвин вместе с матерью, которая была назначена главным врачом Тихвинской районной больницы.
В 1956 году окончил исторический факультет Ленинградского педагогического института. Много лет работал учителем истории, сначала в Любытинском районе Новгородской области, а затем в ленинградских школах. В 1960 году, будучи школьным учителем истории, впервые приехал на русский Север, это определило дальнейший путь Мильчика как учёного. По материалам поездок на Север были написаны буклеты серии «Памятники архитектуры Архангельской области». Во время поездки на Соловецкие острова, в бывшие Соловецкий монастырь и Соловецкий лагерь особого назначения (СЛОН), познакомился с исследовальницей русского Севера К. П. Гемп (1894—1998), дружба с которой продолжалась много лет, до самой её смерти.
В 1965 году поступил в аспирантуру Академии художеств СССР, которую окончил по кафедре истории русского искусства в 1968. Защитил степень кандидата искусствоведения в 1975 году (Институт живописи, скульптуры и архитектуры им. И. Е. Репина); тема диссертации: «Панорамные изображения северных архитектурных ансамблей в древнерусской живописи второй половины XVI — первой половины XVIII вв.».
Работал ведущим научным сотрудником ленинградского филиала НИИ теории и истории архитектуры и градостроительства (НИИТАГ) РААСН, был заместителем генерального директора НИИ «Спецпроектреставрация».
В начале 1960-х Мильчик познакомился и подружился с ленинградскими поэтами И. Бродским, Е. Рейном и др. Впоследствии возглавил правление Фонда создания музея Иосифа Бродского в Санкт-Петербурге, написал и издал три книги о нём, иллюстрированные собственными фотографиями.

## Награды и премии
- Знак «Жителю блокадного Ленинграда».
- Премия им. акад. Д. С. Лихачёва за выдающийся вклад в сохранение историко-культурного наследия России (2008).
- Серебряный диплом XVII международного фестиваля «Зодчество» за составление и научное редактирование книги «Архитектурное наследие Великого Новгорода и Новгородской области» (2009).
- Премия «Петрополь» за книгу «Венеция Иосифа Бродского» (2012).
- Благодарственная грамота Правительства Санкт-Петербурга (2013).
- Благодарственная грамота Комитета по охране и использованию памятников (КГИОП) Правительства Санкт-Петербурга (2014).
- Царскосельская художественная премия (2016).
- Благодарность Министра культуры РФ (2016).
- Почётная грамота КГИОП Правительства Санкт-Петербурга (2016).

### Видео
- Иосиф Бродский. Михаил Мильчик — Николай Якимчук // Nikolay Yakimchuk. 30 июня 2013 г. (О книге М. И. Мильчика «Венеция Иосифа Бродского»)
- Презентация книги М. И. Мильчика «Иосиф Бродский в ссылке» (Архангельск) // gtrkPomorie. 30 октября 2013 г.
- Презентация новой книги Михаила Мильчика об Иосифе Бродском // Dvinalander. 30 октября 2013 г.
- Мильчик Михаил Исаевич читает стихотворение Иосифа Бродского «Новые стансы к Августе» // Коношская Библиотека. 13 апреля 2015 г.
- Издание М. И. Мильчика «Старая Ладога. Очерк градостроительной истории» // Русское ТелеВидео. 16 июня 2015 г.
- Томас Венцлова и Михаил Исаевич Мильчик в доме-музее Венцловы // Venclovahouse. 23 февраля 2016 г.
- Программа «Районы. Кварталы». Обсуждение грядущей реконструкции Михайловского дворца // Телеканал ТКТ-ТВ. 9 марта 2016 г.
- Мильчик М. И. «История спасения крестьянского дома в Вельском районе Архангельской области» // Общее Дело. Возрождение деревянных храмов Севера. 6 апреля 2016 г.
- Больше единицы. Бродский, 1 серия (100ТВ) // Александр Слободской. 29 сентября 2016 г. (О ленинградском периоде творчества Иосифа Бродского вспоминают его близкие друзья: Константин Азадовский, Яков Гордин, Эра Коробова, Татьяна Никольская, Михаил Мильчик и др. Они собрались в коммунальной квартире, в которой Бродские занимали известные теперь «полторы комнаты», где жил поэт со своими родителями)
- Больше единицы. Бродский, 2 серия (100ТВ) // Александр Слободской. 29 сентября 2016 г.
- Михаил Мильчик в троллейбусе МТБ-82Д. Часть 1 (10 мая 2015) // Виктор Туралин. 8 февраля 2017 г.
- Михаил Мильчик ведёт экскурсию по дворам Иосифа Бродского. Часть 2 (10 мая 2015) // Виктор Туралин. 8 февраля 2017 г.
- Михаил Мильчик в троллейбусе МТБ-82Д. Часть 3 (10 мая 2015) // Виктор Туралин. 8 февраля 2017 г.
- В квартире Бродского. Михаил Мильчик, Яков Гордин и Елена Якович // Maksim Duńczyk. 4 апреля 2017 г.
- М. И. Мильчик. «Тихвин — город позднего русского средневековья» — очерк градостроительной истории // Леонид Брайко. 1 июля 2017 г.
- М. И. Мильчик — об Иосифе Бродском и многом другом. Интервью // Леонид Брайко. 3 июля 2017 г.
- Презентация новых книг М. И. Мильчика // Медиагруппа ОРЕОЛ. 4 июля 2017 г.
- «Как строили города на Руси» — книга М. И. Мильчика для детей // Книгозор. 3 января 2018 г.
- М. И. Мильчик. Вступительное слово на конференции «К 30-летию вручения Нобелевской премии поэту Иосифу Бродскому» (10 декабря 2017) // Фонд создания музея И. Бродского. 15 января 2018 г.
- Лекция Михаила Мильчика «Каргополь, Енисейск» (29 мая 2018) // Новая Голландия / New Holland Island. 17 августа 2018 г.
- Поэт в России меньше, чем поэт / «Тем временем» с Александром Архангельским // Телеканал Культура. 24 апреля 2019 г.
- Михаил Мильчик об Иосифе Бродском и Полутора комнатах // Бродский Онлайн. 26 марта 2020 г.